# 二重反転式ローター

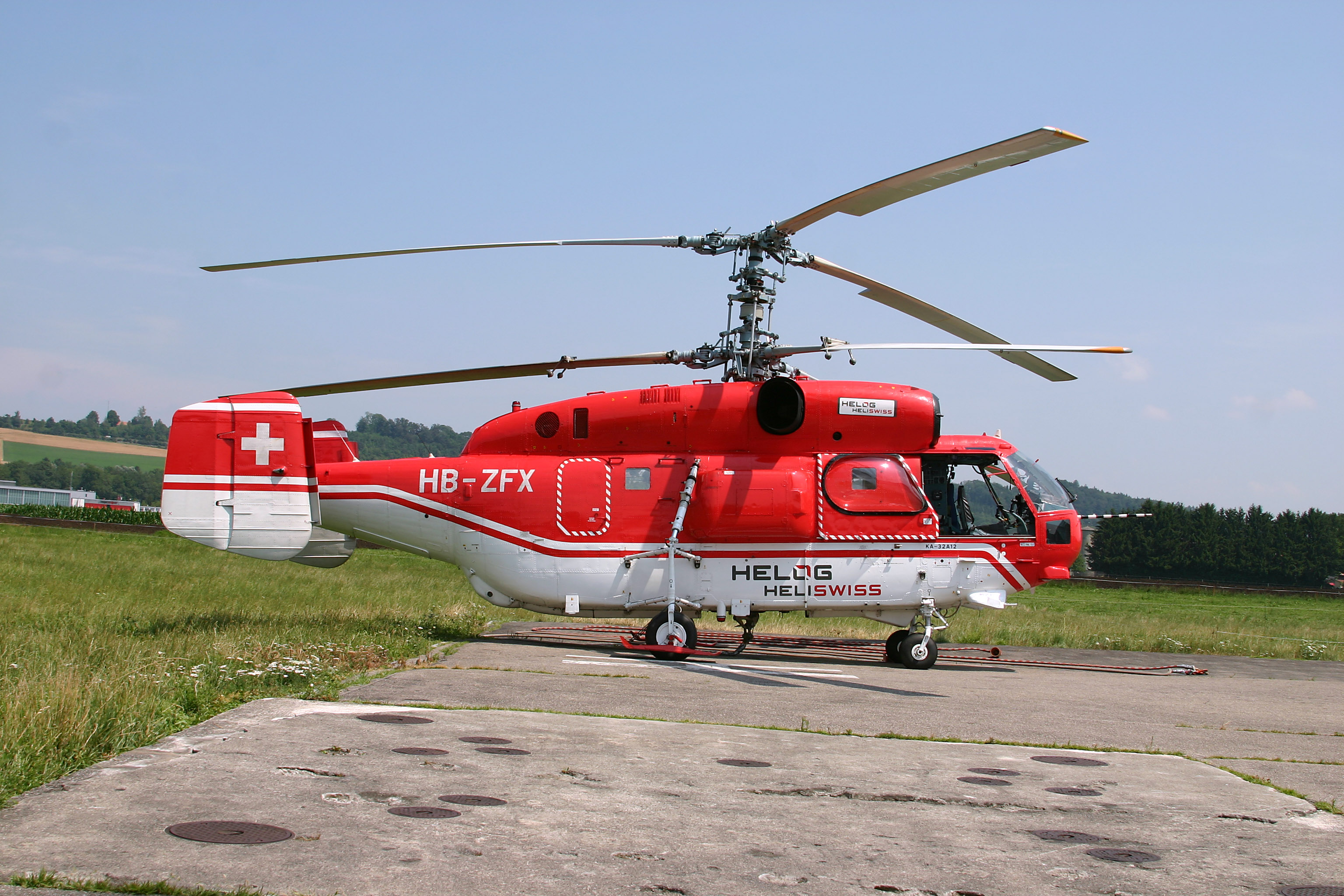
カモフKa-32A-12

二軸交差反転式ローター(にじくこうさはんてんしきローター、英: coaxial rotors)、または二軸交差反転式は、単軸型のヘリコプターのメインローターを2重反転プロペラ状としたものであり、それぞれのローターによってカウンタートルクを相殺できるという利点がある。

## 特徴

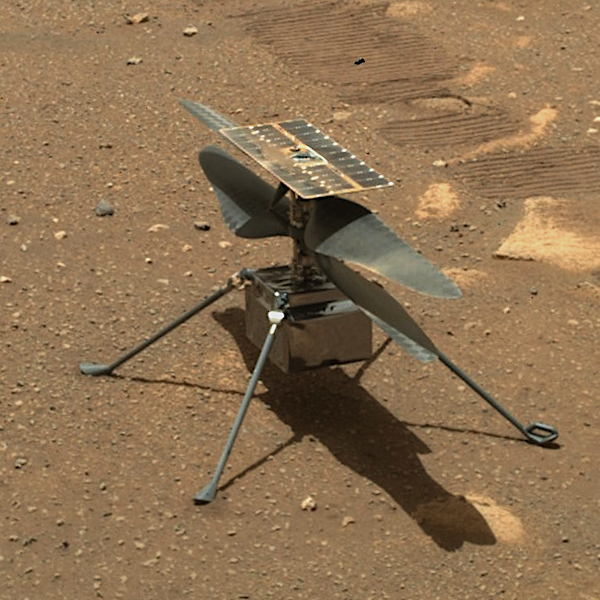
火星で運用されている小型ロボットヘリコプターインジェニュイティ

ツインローター形式としては最も歴史あるもので、乗物としての用途でなければ気球以前より実物が存在していた。また18世紀にジョージ・ケイリーが作成したモデルも、最終的には上反角付の並列ローターを採用しているが、原案は二重反転式だった。2機のメインローターを同軸に配置して上段と下段を逆回転させるものである。
ロシア（かつてはソビエト連邦）のカモフが得意としている方法であり、ほぼ全てのカモフ機に採用されている。アメリカ合衆国のシコルスキー・エアクラフトなどでも試作されたことがある。シングルローター+テールローターが主流の現在においては少数派となる方法だが、テールローター式、ノーター、直列式、並列式、交差反転式に対して以下の利点と欠点を持つ。

### 利点
- ローターの直径を小さくできる。
- テールローターが不要になり、テールブームをメインローター回転面の外まで伸ばす必要が無い。またテールローターが低空飛行時や着陸時に、何らかの物体や地上の人と接触することによって起こる事故が無くなり、安全性が向上する。
- メインローターに全出力を回せるためパワーロス低減が可能。
- 小型化し易く艦上機あるいは艦載機としての使用に有利となる。陸上機の場合もヘリポートの面積を節約できる。
- ヘリコプターに不利とされる高速性能の追求が容易。
- テールローターを装備する形式と比較して自立安定性が優れているので高度な制御が無くても一定の安定性を維持できる[1]。

### 欠点
- ローター回転軸やトランスミッションの構造が複雑になり、操縦系統を含め、設計・製造、メンテナンスの難度が高い。
- 飛行中の応力によりローターが衝突するのを防ぐため上下間隔を広げる必要があり、非常にローターマストが高くなる。このため格納庫の天井を高くしなければならない。
- 上下の干渉による損失が発生する。
- 機体のヨーイングを2つのローターのトルク差を利用して制御している機種の場合、オートローテーション中は操作が逆になるため、方向舵が必要になる[2]。
- ヨーイングに反トルクを利用している関係上、方向舵のきかない低速時かつ反トルクの小さい低コレクティブピッチの状況下においてヨーイングが不可能となる。

## ABCローター
二重反転式ローターを発展させた形式としてアドヴァンスト・ブレイド・コンセプト・ローター（ABCローター）がある。
これは主回転翼の各々の羽根の迎角を羽根の前進時から後退時に掛けて周期的に変化させる「フェザリング・ヒンジ」のみで構成され、他の関節部を持たない「リジッドローター」を用いた二重反転式ローターのことで、上下に配置された各々の回転翼の前進側の羽根だけで全ての揚力を賄う〔 後退側は揚力を発生させないようにされ、利用しない 〕形式であり、後退側の逆流や失速による左右の揚力バランス喪失に対する解決策の1つとされている。
この形式では、より高速飛行に向いた翼型の回転翼の羽根形状を用いることが可能になるため、従来では不可能だった高速ヘリコプターが実現できるとされている。
通常のヘリコプターではメインローターの前進側が遷音速に達し衝撃波が発生する速度が限界となり、解決策としてローター先端に後退翼をつけ、さらにその部分には遷音速翼型を用いるヘリも実用化されているが、シングルローターでは後退側の逆流と失速による限界があるので、この対策も大きな効果は見込めない。この問題はABCローターを用いることで後退側ローターに依存しない飛行が可能になるため解決できるという。
またリジッドローターはヒンジが存在しないという性質上フラッピング動作も小さいため、高速飛行時における後退側の失速も抑え易く (前述の通り本来は後退側に依存しない形式ではあるが) なり、またローターの衝突防止のために上下間隔を広くとる必要から背が高くなりがちな二重反転式ローターの欠点もある程度解決できる。

## ギャラリー

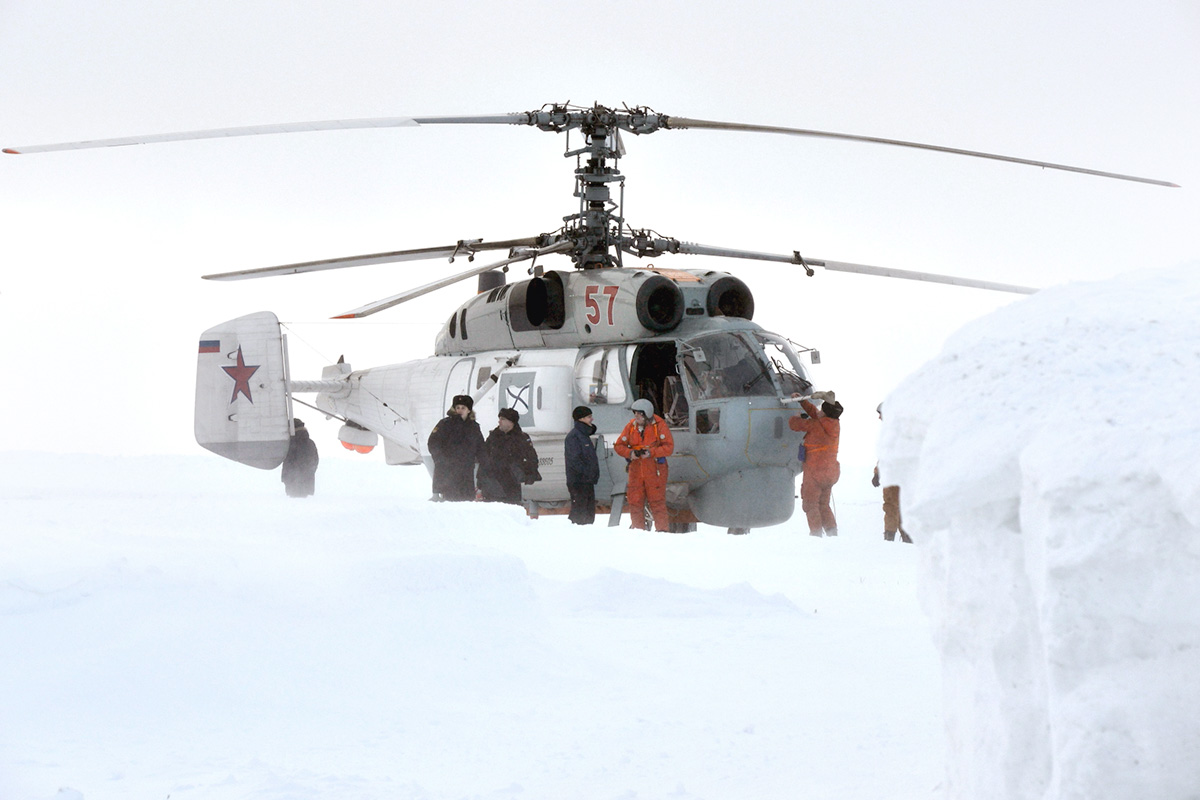
カモフ Ka-27
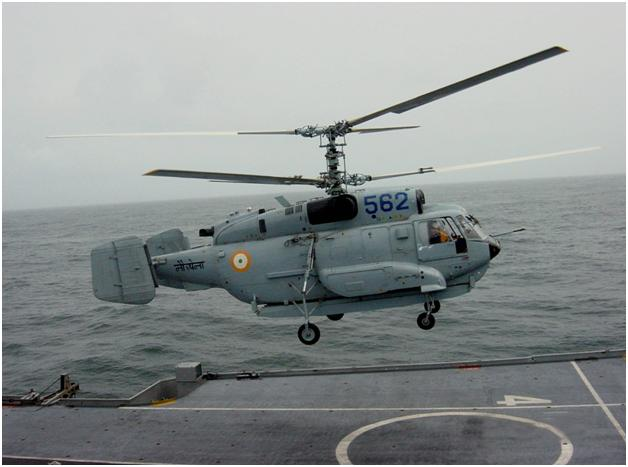
Ka-31
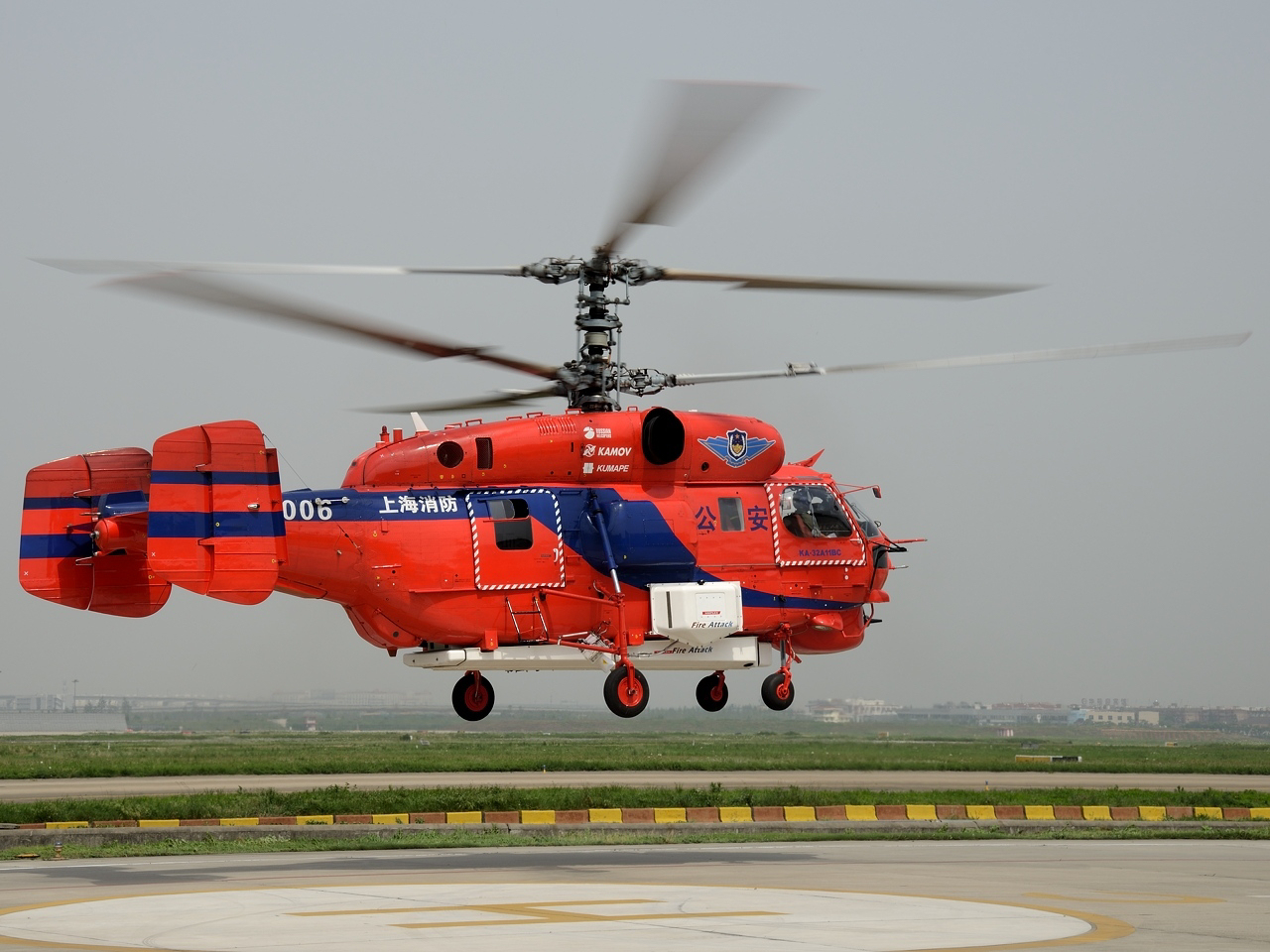
Ka-32
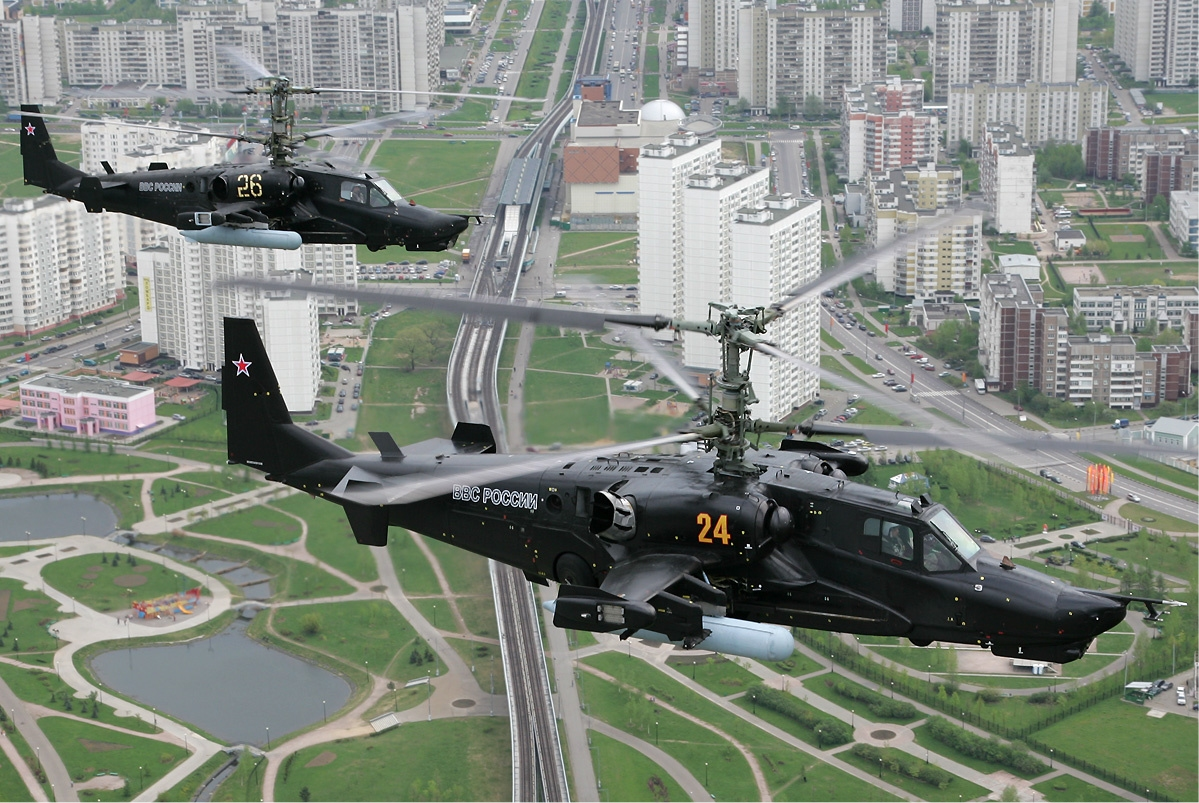
Ka-50

## 他の反トルク解決方式
- チップジェット
- ホットサイクル式ローター

### ツインローター式
- タンデムローター式
- 交差反転式ローター
- サイドバイサイドローター式

### シングルローター式
- ノーター式
- ダクテッドファン式